# Hans Jeschonnek

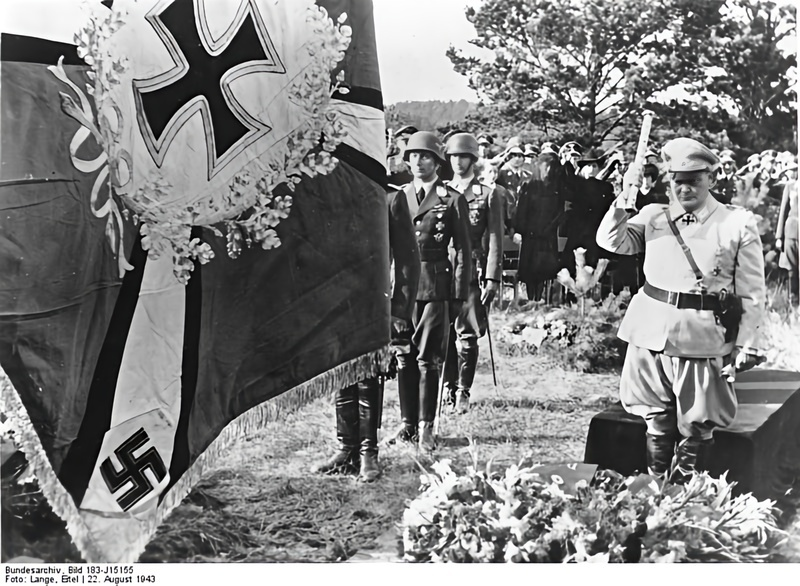
Begrafenis van Jeschonnek met rechts Hermann Göring.

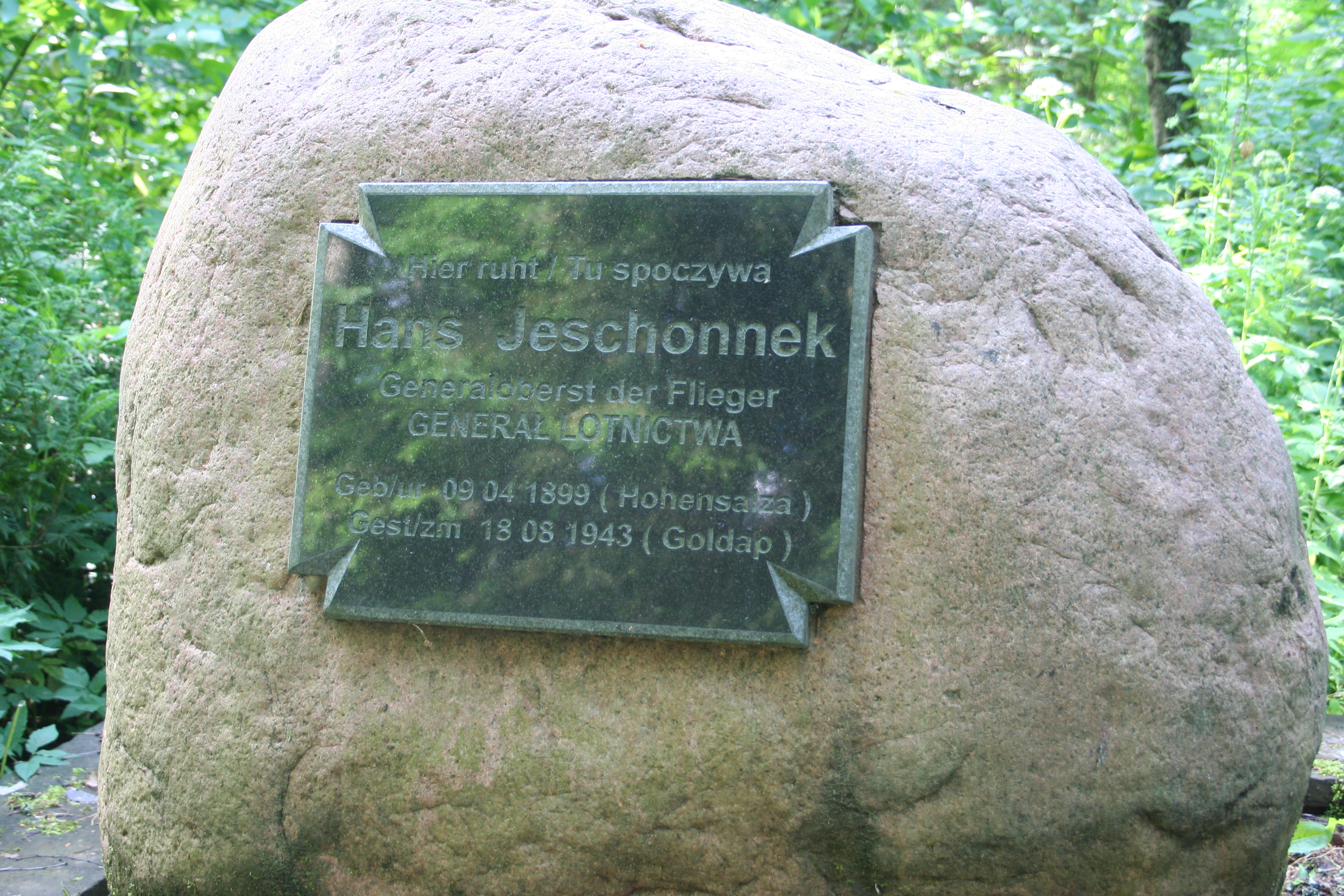
Het graf van Hans Jeschonnek.

Hans Jeschonnek (Hohensalza, 9 april 1899 – Lager Robinson, 18 augustus 1943) was stafchef van de Luftwaffe in de Tweede Wereldoorlog.

## Familie
Hans Jeschonnek was de zoon van een Studienrat. Zijn broer was de latere inspecteur van de marine, viceadmiraal Gert Jeschonnek.

## Eerste Wereldoorlog
Toen hij 15 was, meldde Hans Jeschonnek zich bij de Preußische Hauptkadettenanstalt om aan het front van de Eerste Wereldoorlog te vechten met het 3. Niederschlesisches Infanterie-Regiment Nr. 50. In september 1914 werd hij luitenant. In de zomer van 1917 ging hij over naar de Luftstreitkräfte.

## Interbellum
Na het einde van de oorlog vocht hij verder in de opstanden in Opper-Silezië.
Hij ging mee over naar de Reichswehr als officier van de cavalerie en studeerde af als beste van zijn jaar in de opleiding van de generale staf.
Hij werkte in het ministerie van landsverdediging en bouwde in het geheim en in overtreding van het Verdrag van Versailles de Luftwaffe op. In 1933 werd Jeschonnek adjudant van de staatssecretaris van het Rijksluchtvaartministerie, Erhard Milch.
In 1935 ging hij naar de vliegergroep Greifswald. In oktober 1936 werd hij commodore van het leseskader daar. In 1937 keerde Jeschonnek terug naar het Reichsluftfahrtministerium als afdelingshoofd. In februari 1938 werd hij stafchef van de Luftwaffe. In november 1938 werd hij kolonel.

## Successen in de Tweede Wereldoorlog
Vanaf 1 februari 1939 was hij stafchef van de Luftwaffe. In augustus 1939 werd hij Generaal-majoor. Na successen in de Poolse Veldtocht van 1939 en de Slag om Frankrijk van 1940 werd hij in juli 1940 General der Flieger.

## Tegenslagen in de Tweede Wereldoorlog
Bij de Slag om Engeland in 1940, Operatie Barbarossa, bij gevechten rond de Middellandse Zee en de bevoorrading van het Afrikakorps schoot de Luftwaffe tekort.
Jeschonnek had voor de oorlog als enige het concept van Adolf Hitler goedgekeurd. Daarom waagde Hermann Göring het niet om een kleiner, meer realistisch programma voor te stellen. Het werkelijk gerealiseerd programma bleef ver achter op de doelstellingen van Hitler.
Na het Bombardement op Hamburg in juli en augustus 1943 werd over de vervanging van Jeschonnek en Göring gesproken. Hitler was al sinds de Slag om Stalingrad kwaad op Göring. Nu richtte hij zijn toorn na de Brits/Amerikaanse luchtaanvallen op het Ruhrgebied vooral tegen Jeschonnek. Göring liet zijn stafchef in de steek.

## Zelfmoord
Na Operatie Hydra tegen Peenemünde in de nacht van 17 op 18 augustus 1943 schoot Jeschonnek zichzelf door het hoofd. Hij had bij vergissing de luchtafweer op Duitse jachtvliegtuigen doen schieten. Göring vervalste de overlijdensdatum naar 19 augustus en gaf een maagbloeding op als doodsoorzaak en vernietigde de voor Göring ongunstige afscheidsbrief. Joseph Goebbels schreef in zijn dagboek op 20 augustus 1943: "Göring deelt me mee, dat generaal Jeschonnek plots aan een maagbloeding gestorven is. Die maagbloeding stemt natuurlijk niet met de werkelijkheid overeen. Jeschonnek heeft zich doodgeschoten, net zoals Udet."

## Militaire loopbaan
- Fähnrich: 10 augustus 1914[5]
- Leutnant: 26 september 1914[5]
- Oberleutnant: 1 april 1925[5]
- Hauptmann: 1 juni 1932[5]
- Major: 1 april 1935[5]
- Oberstleutnant: 1 april 1937[5]
- Oberst: 1 november 1938[5]
- Generalmajor: 1 september 1939[5]
- Generalleutnant: niet bevorderd in deze rang[5]
- General der Flieger: 19 juli 1940[5]
- Generaloberst: 1 maart 1942[5]

## Decoraties
- Ridderkruis van het IJzeren Kruis op 27 oktober 1939 als Generaloberst en Commandant Generalstabschefs der Luftwaffe[7][5][8]
- IJzeren Kruis 1914, 1e Klasse en 2e Klasse[5]
- Piloten badge (Pruisische)[5]
- Gewondeninsigne 1918 in zwart[5]
- Herhalingsgesp bij IJzeren Kruis 1939, 1e Klasse[7][5] en 2e Klasse[7][5]
- Gezamenlijke Piloot-Observatie Badge in goud met diamanten[7][5]
- Commandeur in de Orde van Michaël de Dappere op 1 september 1942[7][5]
- Ridder der Derde Klasse in de Orde van Michaël de Dappere op 7 november 1941[7][5]
- Orde van het Vrijheidskruis (Finland), 1e Klasse met Stern en Zwaarden op 25 maart 1942 als Generaloberst[7][5]
- Erekruis voor Frontstrijders in de Wereldoorlog[7][5]
- Dienstonderscheiding van Leger en Marine voor (25 dienstjaren)[5]